# Noord-Italië

Kaart van Noord-Italië, zoals gedefinieerd door het Nationaal instituut voor de Statistiek (ISTAT): de optelsom van de NTUS regio’s Noordwest-Italië en Noordoost-Italië

Noord-Italië is een brede culturele, historische en geografische definitie, zonder enig administratief gebruik, die gebruikt wordt om het noordelijke deel van de Italiaanse natie aan te duiden. Dit deel van Italië wordt ook wel Settentrione genoemd. 
Het bestaat uit twee gebieden die behoren tot het Italiaanse eerste niveau van de Nomenclatuur van territoriale eenheden voor de statistiek van de Europese Unie:
- Noordwest (Nord-Ovest), die de volgende regio's  bevat:  Aostadal, Ligurië, Lombardije en Piëmont.
- Noordoost (Nord-Est), die de volgende regio's  bevat:  Emilia-Romagna,  Friuli-Venezia Giulia, Trentino-Zuid-Tirol en Veneto.

## Geografie
Verreweg het grootste gebied van Noord-Italië bestaat uit het stroomgebied van de Po, die het geheel van de brede vlakte, de Povlakte, omvat. Deze strekt zich uit vanaf de voet van de Apennijnen tot de voet van de Alpen, tezamen met de valleien en hellingen aan beide zijden. Over de hele lengte van de rivier, vanaf de bron in de berg Monte Viso tot aan de monding in de Adriatische Zee – een afstand van meer dan 5 lengtegraden, of een afstand van ongeveer 354 kilometer in een rechte lijn – ontvangt de Po alle wateren die ontspringen in de Apennijnen en naar het noorden stromen en die vanuit de Alpen afkomstig zijn en naar het zuiden stromen, totdat men bij de Adige komt. Deze rivier loopt over een grote afstand parallel aan de Po en stroomt de Adriatische Zee in via een aparte monding.

## Economie
Noord-Italië is het meest ontwikkelde en productieve gebied van het land, en tevens het eerste deel van Italië dat werd geïndustrialiseerd in de tweede helft van de 19e eeuw. Het noorden omvat de zogenaamde industriële driehoek, gevormd door de productiecentra van Milaan en Turijn en de zeehaven van Genua.  Met een geschat nominaal BBP van €834.7 miljard euro in 2007, staat Noord-Italië garant voor bijna 54% van de nationale economie van Italië.

## Aardbeving
Op 20 april 2012 werd Noord-Italië getroffen door een aardbeving van 6,0 op de schaal van Richter.